# Pangasius nasutus
Pangasius nasutus ist eine Fischart aus der Gattung Pangasius innerhalb der Familie der Haiwelse. Sie kommt auf Sumatra, Borneo und der malaiischen Halbinsel in großen und mittleren Flüssen und in Süßwasserseen vor. 

## Merkmale
Pangasius nasutus weist einen langgestreckten, seitlich etwas abgeflachten Körper auf und erreicht eine Länge von etwa 90 cm. Die Schnauze springt über dem unterständigen Maul deutlich vor und ist bei Jungtieren auffällig zugespitzt, rundet sich wird bei älteren Tieren aber zunehmend ab. Die Zähne des Oberkiefers sind auch bei geschlossenem Maul deutlich sichtbar. Das Auge ist kleiner als bei anderen Arten. Die Hartstrahlen von Rückenflosse und Brustflossen sind lang und kräftig. Der Körper weist keine auffällige Zeichnung auf und ist am Rücken deutlich dunkler als am Bauch. Die Flossen sind rötlich. Die Rückenflosse weist zwei Hart- und sieben Weichstrahlen auf, die Afterflosse 26 bis 30 Weichstrahlen. Die Kiemenreuse besitzt am ersten Bogen 17 bis 21 Strahlen.

## Lebensweise
Die Art ernährt sich von anderen Fischen, Krusten- und Weichtieren sowie Insekten.

## Weblink
- Pangasius nasutus auf Fishbase.org (englisch)
- Pangasius nasutus in der Roten Liste gefährdeter Arten der IUCN 2013.1. Eingestellt von: Vidthayanon, C., 2011. Abgerufen am 17. November 2013.